# Camillo Jerusalem
Camillo „Karli“ Jerusalem (* 3. April 1914 in Wien; † 1. August 1989 ebenda) war ein österreichischer Fußball-Nationalspieler. Bis heute genießt der Stürmer durch sein entscheidendes Tor im Mitropapokal 1936 hohe Popularität bei seinem Stammverein Austria. Als Legionär wurde er 1947 Meister in Frankreich mit dem CO Roubaix-Tourcoing  sowie 1950 in der Schweiz mit dem Servette FC Genève.

## Karriere

### Goldschütze im Mitropacup
Der Erdberger Camillo Jerusalem spielte bereits als Vierzehnjähriger in der Kampfmannschaft des kleinen Landstraßer Klubs „Falke“ als Mittelstürmer. Mit 16 Jahren kam der gelernte Ledergalanteriearbeiter zu den drittklassigen Landstraßer Amateuren, wo er nach nur sechs Monaten von der Wiener Austria abgeworben wurde. Bei den Violetten nahm er die Position des Linksverbinder ein, gemeinsam mit den feinen Technikern Matthias Sindelar und Josef Stroh bildet der schussgewaltige Stürmer das wohl berühmteste Innentrio der Vereinsgeschichte.
Seinen ersten Titel gewann Camillo Jerusalem 1935, als die Austria den WAC im 5:1 im ÖFB-Cupfinale schlug. Auch Jerusalem beteiligte sich mit einem Treffer am violetten Torreigen. In der folgenden Saison wurde der Cuptriumph wiederholt – der Linksverbinder steuerte dieses Mal zwei Treffer zum 3:0 über die Vienna bei. Auch international klappte es in dieser Saison für Camillo Jerusalem mit einem Titelgewinn. Nachdem die Austria 1935 noch im Halbfinale des Mitropapokals gescheitert war, stand Jerusalems Verein 1936 im Finale des Vorläuferwettbewerbs des Europapokals – den Weg dorthin zierten bereits 6 Jerusalem-Tore. Das Hinspiel in Wien gegen Sparta Prag endete 0:0, doch im Strahov-Stadion konnte er den einzigen Treffer beim 1:0-Auswärtssieg im Rückspiel erzielen. Vor über 60.000 Zuschauern köpfelte er dabei in der 67. Minute eine Bobby-Riegler-Flanke unhaltbar ein.

### Meister in Frankreich und der Schweiz
Im Jahre 1936 durfte Camillo Jerusalem auch sein Debüt gegen Italien in der österreichischen Nationalmannschaft geben. Bis zur Auflösung des Teams 1938 war er Stammkraft auf seiner Position und hatte mit sechs Toren bei neun Länderspielen eine beachtliche Bilanz aufzuweisen. Mit der Austria sollte es weniger gut laufen: in der Meisterschaft verpasste man punktegleich mit der Admira den Titelgewinn, im Mitropacup wurden die Veilchen im Halbfinale von Ferencváros gestoppt. Nachdem er mit den neuen Machtverhältnissen nach der Annexion Österreichs 1938 nicht zurechtkam, verließ er die Austria, die nun den Namen SC Ostmark tragen musste, und ging zum FC Sochaux nach Frankreich. Während des Zweiten Weltkriegs zeitweise in Langres in deutscher Gefangenschaft gewesen, hatte Frankreich mit seiner Hochzeit 1942 auch Erfreuliches zu bieten.
Nach Kriegsende 1945 kehrte Camillo Jerusalem wieder zurück nach Wien, wo er sofort von Karl Zankl wieder in die österreichische Nationalmannschaft eingestellt wurde, noch bevor er überhaupt ein Meisterschaftsspiel für die Austria bestritten hatte. Nach nur elf Erstligapartien und drei Länderspielen wurde der Stürmer nach einem halben Jahr vom FC Sochaux wieder nach Frankreich zurückgeholt. 1946 bis 1947 kickte Camillo Jerusalem eineinhalb Jahre beim CO Roubaix-Tourcoing und wurde dabei gemeinsam mit seinem Linzer Mitspieler Henri Hiltl französischer Meister. Nach einem Jahr beim SR Colmar wechselte der Wiener 1949 zum RCFC Besançon in die Division 2. Nach wenigen Monaten holte ihn Karl Rappan in die Schweiz zum Servette FC Genève, wo 1950 an der Seite von Jacques Fatton noch der Gewinn der Schweizer Meisterschaft gelang. 1951 wechselte Camillo Jerusalem als Spielertrainer zum in die zweite Liga abgestiegenen FC Grenchen und führte den Verein schon in der ersten Saison durch einen Sieg in der Relegation in die Nationalliga A zurück.
1953 kehrte Camillo Jerusalem nach Wien zurück und betreute den SC Red Star Wien und später weitere kleine Fußballklubs. Er starb am 1. August 1989 und wurde zwei Tage später am Wiener Zentralfriedhof beigesetzt.

## Erfolge
- 1 × Mitropacupsieger: 1936
- 1 × Französischer Meister: 1946/47
- 1 × Schweizer Meister: 1949/50
- 1 × Österreichischer Vizemeister: 1936/37
- 2 × Österreichischer Cupsieger: 1934/35, 1935/36
- 12 Spiele und 6 Tore für die österreichische Fußballnationalmannschaft von 1936 bis 1945